# 28096 Kathrynmarsh
28096 Kathrynmarsh este un asteroid din centura principală de asteroizi.

## Descriere
28096 Kathrynmarsh este un asteroid din centura principală de asteroizi. A fost descoperit pe 14 septembrie 1998 la Socorro, New Mexico, în cadrul proiectului LINEAR. Asteroidul prezintă o orbită caracterizată de o semiaxă mare de 2,27 ua, o excentricitate de 0,11 și o înclinație de 3,8° în raport cu ecliptica.